# أورغون
 الأورغون (بالإنكليزية: Orgone) هو مفهوم روحي شبه علمي يوصف باعتباره الطاقة الباطنية أو قوة الحياة العالمية الافتراضية. تم اقتراحه في الأصل في ثلاثينيات القرن العشرين بواسطة فيلهلم رايش، وطوره تلميذه تشارلز كيلي بعد وفاة الرايخ في عام 1957، تم اعتبار الأورجون بمثابة المبدأ المضاد للانتروبيا الكونية، وهو عبارة عن طبقة أساسية خلاقة في بطبيعة مماثلة صورة ميسمر المغناطيسية الحيوانية (1779)، إلى قوة أوديك (1845) من وضع كارل رايشنباخ وهنري برغسون في «الهمة الحيوي» (1907). كان يُنظر إلى الأورجون على أنه مادة عديمة الكتلة، موجودة في كل مكان، على غرار الأثير المضيئ، ولكنها ترتبط ارتباطًا وثيقًا بالطاقة الحية أكثر من المواد الخاملة. يُزعم أنه يمكن أن يتجمع لإنشاء تنظيم على جميع المستويات من أصغر الوحدات المجهرية - المسماة «بيونز» في نظرية الأوروغون - إلى الهياكل العيانية مثل الكائنات الحية أو السحب أو حتى المجرات.
جادل رايخ بأن العجز أو الانقباضات في الجسم البدني كان السبب الرئيسي للعديد من الأمراض، كما أن العجز أو الانقباضات في الغريزة الجنسية يمكن أن تنتج عصابات في نظرية الفرويدية. أسس ريتش معهد أورغون حوالي عام 1942  لمتابعة البحث في مجال الطاقة بعد أن هاجر إلى الولايات المتحدة في عام 1939، واستخدمها لنشر الأدب وتوزيع المواد المتعلقة بالموضوع لأكثر من عقد. صمم رايخ «مجمعات أورجون» خاصة - وهي عبارة عن أجهزة تجمع ظاهريًا وتخين طاقة أورجون من البيئة - لتحسين الصحة العامة أو حتى للتحكم في الطقس. في النهاية، حصلت إدارة الغذاء والدواء الأمريكية (FDA) على أمر قضائي فيدرالي يمنع التوزيع السريع بين المواد ذات الصلة بالأورغون، على أساس أن ما رايخ وزملائه كانوا يدعون كان كذبا وضلالة، وسجنوا لاحقًا رايخ ثم دمروا جميع المواد المرتبطة بالأورغون الموجودة في المعهد بعدما انتهك رايخ الأمر القضائي.  ألغى رايش الادعاء بأن المراكم يمكن أن توفر رجولية قوية،  ولكن هذا لم يكن كافيا لوقف سير العملية القضائية.
يسرد المركز الوطني للصحة التكميلية والتكاملية نوعًا من «الطاقة المفترضة». بعد وفاة رايخ، انتقل البحث في مفهوم أورغون إلى بعض طلابه مثل كيلي وبعد ذلك إلى جيل جديد من العلماء في ألمانيا حرصوا على اكتشاف أساس تجريبي لفرضية الأورغون، (تم تقديم أول نتائج إيجابية في 1989 بقلم ستيفان موسينيتش.) لا يوجد أي دعم تجريبي لمفهوم الأورغون في الطب أو العلوم الفيزيائية،  وتوقف البحث في المفهوم مع نهاية المعهد.

## روابط خارجية
- مقالة كواكواتش على موقع Quackwatch